# Oberstaatsanwalt
Oberstaatsanwalt (OStA) ist in Deutschland das Beförderungsamt eines Staatsanwaltes. Der Amtsinhaber ist meist als Abteilungsleiter bei einer Staatsanwaltschaft oder als Dezernent bei einer Generalstaatsanwaltschaft tätig.
Als Abteilungsleiter einer Staatsanwaltschaft führt er die Fachaufsicht über die Staatsanwälte seiner Abteilung und bearbeitet besonders herausragende Verfahren selbst. Als Dezernent bei einer Generalstaatsanwaltschaft ist er entweder für die Vorlage von Revisionen oder Rechtsbeschwerden an das Oberlandesgericht zuständig oder unterstützt den Generalstaatsanwalt bei der Dienstaufsicht über die zum Bezirk der Generalstaatsanwaltschaft gehörenden Staatsanwälte.
Das Amt wird besoldet nach Besoldungsgruppe R2.
In Österreich ist Oberstaatsanwalt der Amtstitel der bei einer Oberstaatsanwaltschaft tätigen Staatsanwälte. Der Leiter einer Oberstaatsanwaltschaft trägt den Amtstitel „Leitender Oberstaatsanwalt“, der erste Stellvertreter des Leiters der Oberstaatsanwaltschaft den Amtstitel „Erster Oberstaatsanwalt“.